# Insomniac
Insomniac – czwarty album kalifornijskiego zespołu punkowego Green Day, wydanego 10 października 1995 roku przez Reprise Records.

## Lista utworów
Wszystkie utwory napisane przez Armstronga poza "Riot Song", napisanym wraz z Dirntem.
| Nr  | Tytuł                                | Długość |
| --- | ------------------------------------ | ------- |
| 1.  | "Armatage Shanks"                    | 2:17    |
| 2.  | "Brat"                               | 1:43    |
| 3.  | "Stuck with Me"                      | 2:16    |
| 4.  | "Geek Stink Breath"                  | 2:15    |
| 5.  | "No Pride"                           | 2:19    |
| 6.  | "Bab's Uvula Who?"                   | 2:08    |
| 7.  | "86"                                 | 2:47    |
| 8.  | "Panic Song"                         | 3:35    |
| 9.  | "Stuart and the Ave."                | 2:03    |
| 10. | "Brain Stew"                         | 3:13    |
| 11. | "Jaded"                              | 1:30    |
| 12. | "Westbound Sign"                     | 2:12    |
| 13. | "Tight Wad Hill"                     | 2:01    |
| 14. | "Walking Contradiction"              | 2:31    |
| 15. | "I Want to Be on T.V." (cover Fang)* | 1:17    |

*Utwór bonusowy w japońskiej edycji

## Personel
- Billie Joe Armstrong – śpiew, gitary
- Mike Dirnt – gitara basowa, śpiew towarzyszący
- Tré Cool – perkusja

## Inne utwory nagrane podczas sesji do albumu[13]
- Do Da Da - wydany później jako bonusowy utwór w australijskim wydaniu "Nimrod"
- Don't Wanna Fall in Love - wydany jako strona B singla "Geek Stink Breath"
- Good Riddance - wydany pierwotnie jako strona B singla "Brain Stew/Jaded", ponownie nagrany na "Nimrod"
- J.A.R.
- Rotting - wydany później na komplikacji "Shenanigans"
- You Lied - wydany później na komplikacji "Shenanigans"

## Produkcja
- Producenci – Green Day, Rob Cavallo
- Główny inżynier – Kevin Army
- Mikser – Jerry Finn
- Inżynierowie pomocniczy – Richard Huredia, Bernd Burgdorf
- Projekt okładki – Winston Smith